# Hogar de HGTV
Hogar de HGTV é um canal de televisão pago em espanhol de propriedade da Warner Bros. Discovery. Lançado em 30 de junho de 2020, o canal veicula principalmente programas de estilo de vida extraídos das bibliotecas dos canais Food Network e HGTV.
A Cox foi a única empresa a carregar o canal em seu lançamento, com a Spectrum adicionando-o aos seus sistemas ao longo de agosto do mesmo ano.